# Bernardo Alberto Houssay
Bernardo Alberto Houssay (Buenos Aires, 10 aprile 1887 – Buenos Aires, 21 settembre 1971) è stato un medico e fisiologo argentino, premio Nobel per la medicina nel 1947, insieme ai coniugi Gerty Theresa Cori nata Radnitz e Carl Ferdinand Cori, per le loro scoperte sulla regolazione del livello di glucosio da parte degli ormoni pituitari.
Houssay lavorò in molti campi della fisiologia, ma il suo principale contributo fu l'indagine sperimentale sul ruolo della ghiandola dell'ipofisi anteriore nel metabolismo dei carboidrati, in particolare nel diabete mellito. Houssay dimostrò negli anni '30 l'effetto diabetogeno degli estratti di ipofisi anteriore e la diminuzione della gravità del diabete con l'ipofisectomia anteriore. Queste scoperte hanno stimolato lo studio dei meccanismi di controllo del feedback ormonale, che sono centrali in tutti gli aspetti dell'endocrinologia moderna. 
Houssay ha pubblicato più di 800 articoli e ha ricevuto dottorati onorari da 28 università in tutto il mondo. Nel 1986, l'asteroide (2550) Houssay prese il suo nome e nel 2009 il cratere lunare Houssay fu chiamato come lui.

## Biografia
Bernardo Alberto Houssay nacque il 10 aprile 1887 a Buenos Aires, quarto di otto fratelli che nacquero tra il 1881 e il 1894. I suoi genitori, Albert e Clara Houssay, erano immigrati dalla Francia. Giovane precoce, fu ammesso alla Facoltà di Farmacia dell'Università di Buenos Aires all'età di 14 anni e successivamente alla Facoltà di Medicina della stessa università a 17 anni e vi rimase dal 1904 al 1910. Mentre era studente di medicina al terzo anno, Houssay assunse un incarico come assistente di ricerca e insegnamento nella cattedra di fisiologia.

## Carriera

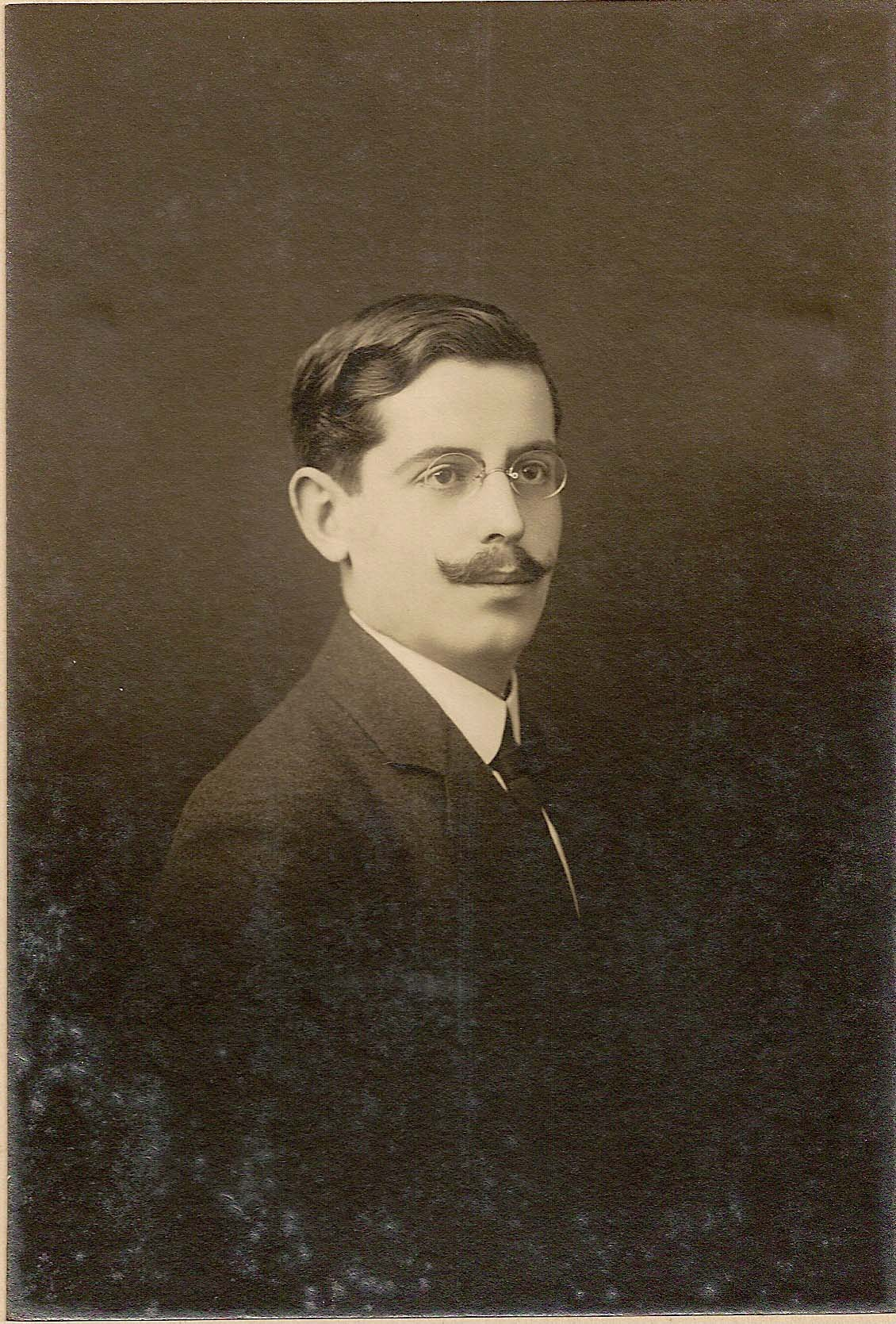
Bernardo Houssay Bernardo nel 1912, quando, già medico, fu nominato professore ordinario di Fisiologia presso la Facoltà di Agronomia e Medicina Veterinaria

Dopo la laurea, sviluppò rapidamente quella che era stata la sua tesi di laurea sulle attività fisiologiche degli estratti ipofisari, pubblicata nel 1911. Questo è stato un tema che avrebbe perseguito per il resto della sua carriera scientifica. Subito dopo il dottorato assunse l'incarico di professore di fisiologia presso la Scuola di Medicina Veterinaria dell'università. Contemporaneamente, avviò uno studio privato come assistente medico presso l'ospedale municipale di Buenos Aires. Nel 1913 divenne primario dell'ospedale Alvear e nel 1915 capo della sezione di patologia sperimentale dei Laboratori Nazionali di Sanità Pubblica di Buenos Aires.
Nel 1919, Houssay fu nominato titolare della cattedra di fisiologia presso la Facoltà di Medicina dell'Università di Buenos Aires, dove rimase fino al 1943. Trasformò il dipartimento in un centro di ricerca di tutto rispetto in fisiologia sperimentale e medicina di livello internazionale. Ma la dittatura militare lo privò dei suoi incarichi universitari, a causa delle sue idee politiche liberali e Houssay fu costretto a ristabilire le sue linee di ricerca e il suo staff presso l'Instituto de Biología y Medicina Experimental finanziato privatamente. Questa situazione, rafforzata da una seconda destituzione da parte del governo peronista nel 1945, si protrasse fino al 1955, quando Perón fu estromesso dal potere e Houssay fu reintegrato all'Università di Buenos Aires, dove rimase fino alla morte. Dal 1957 fu anche direttore del Consiglio Nazionale delle Ricerche Scientifiche e Tecniche.

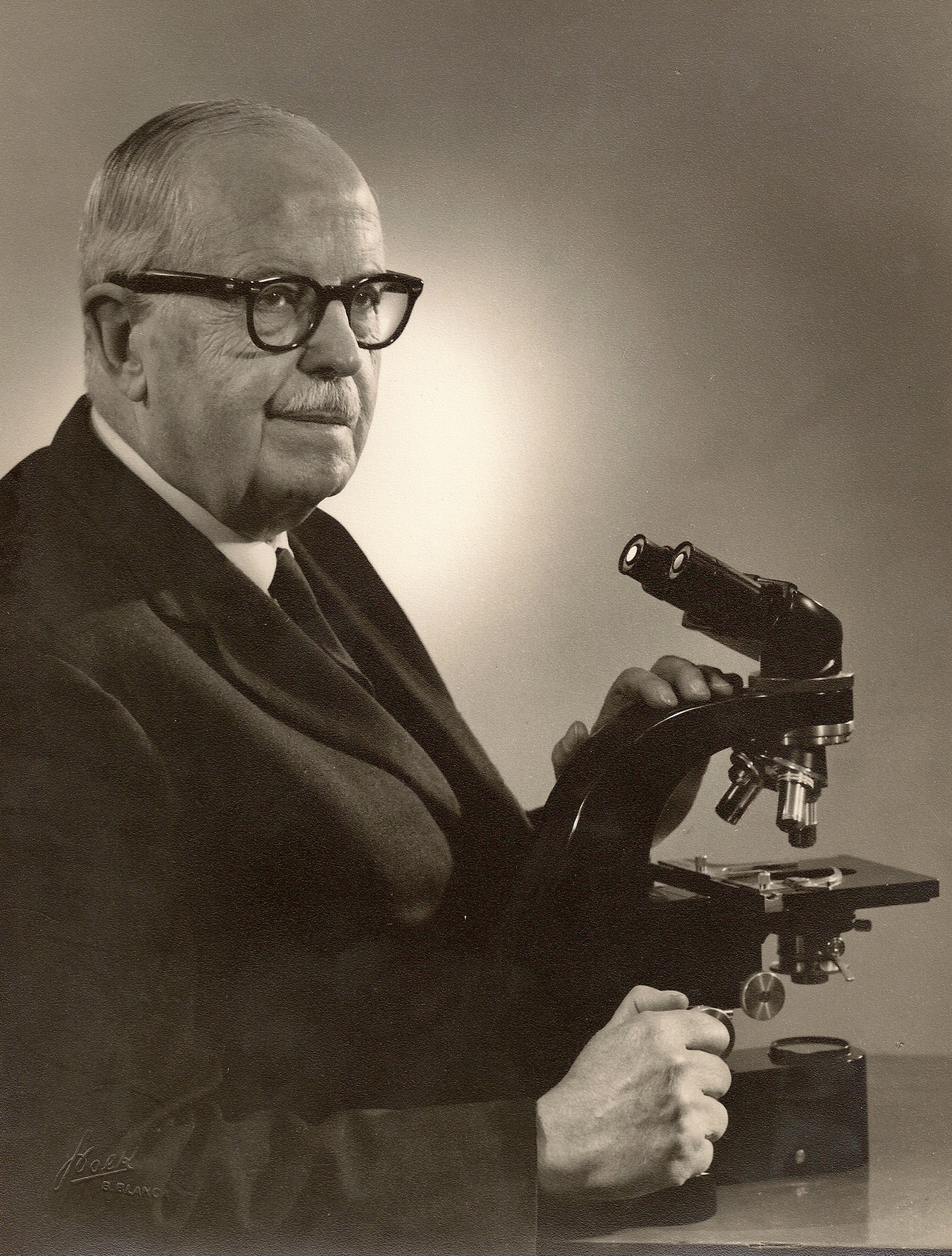
Altra immagine di Bernardo Alberto Houssay

Houssay è stato presidente dell'Associazione Argentina per il Progresso delle Scienze, dell'Accademia Nazionale di Medicina, della Società Argentina di Biologia e della Federazione Internazionale del Diabete. Per la sua importanza in questo campo della medicina, ebbe anche l'opportunità di tenere conferenze e corsi presso le più importanti istituzioni del mondo e ricevette decorazioni dai governi di Francia, Belgio e Cile. Promosse attivamente la creazione di CONICET (Consejo Nacional de Investigaciones Técnicas) nel 1958, di cui fu il primo presidente.
Oltre alla sua opera pionieristica nel suo Paese, ha lasciato anche decine di discepoli di importanza mondiale, tra cui spiccano Luis Federico Leloir (Premio Nobel per la chimica nel 1970) e Christiane Dosne de Pasqualini.
Houssay morì il 21 settembre 1971 nella città di Buenos Aires e fu sepolto nel cimitero di Chacarita .

## Premi e riconoscimenti
- 1932 - Eletto membro della Leopoldina.[9]
- 1934 - Eletto membro onorario della Royal Society di Edimburgo.[10]
- 1940 - Membro dell'Accademia Nazionale delle Scienze.
- 1941 - Eletto all'American Academy of Arts and Sciences.[11]
- 1943 - Eletto membro straniero della Royal Society.[12]
- 1944 - Eletto membro dell'American Philosophical Society.[13]
- 1947 - Premio Nobel per la medicina insieme a Carl Ferdinand Cori e sua moglie Gerty Cori “per la sua scoperta dell'importanza degli ormoni dell'ipofisi anteriore per il metabolismo degli zuccheri”.[14]
- 1948 - Medaglia James Cook dalla Royal Society del New South Wales, Australia.
- 1949 - Membro corrispondente dell'Académie des Sciences (dal 1955 associé étranger).[15]
- 1960 - Medaglia Dale.
- 1966 - Gran Croce dell'Ordine Civile di Alfonso X il Saggio.[16]
- 1972 - L'Organizzazione degli Stati Americani ha incorporato il Premio Bernardo Houssay per premiare i più importanti ricercatori del continente americano.[17]
- 1983 - Konex Honorary Award.[18]

In Argentina, ogni 10 aprile, si celebra la Giornata del Ricercatore Scientifico in suo onore.